# Izdelki Kylie Minogue
To je seznam izdelkov avstralske pevke Kylie Minogue. Čez leta je Kylie Minogue izdala mnogo različnih izdelkov. Med drugim je izdala razne knjige, DVD-je, pohištvo, obleke (uporabljene v videospotih in na koncertnih turnejah) ter dišave za moške in ženske.

## Uradni DVD-ji
| Leto | Informacije o DVD-ju | Vsebina DVD-ja |
| ---- | --- | --- |
| 1988 | The Videos - Datum izida: 1988                                                                                               | - Videospoti - Življenjepis (tekst)                                                                                        |
| 2000 | Kylie: The Videos - Datum izidov: November 1988 - 1. DVD                                                                     | - Videospot - Življenjepis (tekst)                                                                                         |
| 2001 | The Videos 2 - Datum izida: November 1989 - Drugi DVD                                                                        | - Videospoti |
| 2002 | Lets Get To...The Videos - Datum izida: November 1991 - 3. DVD                                                               | - Videospoti - Za kamerami                                                                                                 |
| 1992 | Kylie – Live In Dublin - Datum izida: April 1992 - DVD, posnet v živo                                                        | - Live performances |
| 1998 | The Kylie Tapes 94-98 - Datum izida: 1998 - DVD z največjimi uspešnicami                                                     | - Videospoti |
| 2002 | Live In Sydney - Datum izida: 23. julij 2010                                                                                 | - Nastopi v živo |
| 2002 | Intimate and Live (DVD) - Datum izida: 23. julij 2002 - Dosežek na ameriški glasbeni lestvici: #1 (1 teden) - Nastopi v živo | - Nastopi v živo |
| 2002 | KylieFever2002: Live in Manchester - Datum izida: 18. november 2002                                                          | - Nastopi v živo |
| 2004 | Body Language Live - Datum izida: 12. julij 2010 - Nastopi v živo                                                            | - Nastopi v živo |
| 2001 | Ultimate Kylie - Datum izida: 22. november 2004 - DVD Certifikacije; - Avstralija: 3x platinasta                             | - 32 videospotov - 1 nastop v živo - Življenjepis (tekst) - 1 dodatni videospot                                            |
| 2005 | Kylie Showgirl - Datum izida: 25. november 2005 - DVD, posnet v živo Certifikacije; - Avstralija: 4x platinasta              | - Nastopi v živo - Za kamerami                                                                                             |
| 2007 | White Diamond: A Personal Portrait of Kylie Minogue - Datum izida: 10. december 2007 - DVD, posnet v živo                    | - Nastopi v živo - Dokumentarni film - Galerija fotografij - Ozadja - Ohranjevalniki zaslonov - Povezave na spletne strani |
| 2008 | Kylie Live: X2008 - Datum izida: 2008 - DVD, posnet v živo                                                                   | - Nastopi v živo - 12-urni dokumentarni film - Projekcije iz zaodrja                                                       |

## Uradne dišave
Kylie Minogue je svojo prvo dišavo, Darling, izdala preko podjetja Coty, Inc. leta 2006. Kasneje je izdala še EP z naslovom Darling, s katerim je promovirala dišavo. Leta 2007 je izdala še dva DVD-ja, Sweet Darling in Sexy Darling, naslednjika njene prve dišave. Njena četrta dišava, Showtime, je bila komercialno najmanj uspešna. Couture je bila njena peta dišava, sledila pa ji je njena prva dišava za moške, Inverse. Julija 2010 je izdala svojo sedmo dišavo, Pink Sparkle. Leta 2011 je pod naslovom Pink Sparkle POP v omejeni izdaji ponovno izdala parfum Pink Sparkle, kasneje tistega leta pa je izdala še parfum Dazzling Darling, s katerim je izdala še eno naslednico parfuma Darling. Prodali so tri milijone stekleničk te dišave. Sredi leta 2011 so oznanili, da je dišava Darling šesta najbolje prodajana dišava leta, dišava Pink Sparkle pa sedma.

## Glasba
Kylie Minogue je izdala mnogo CD-jev za promocijo svojih koncertnih turnej. Njen prvi album v živo, Intimate and Live, je bil dokaj uspešen in je vključeval pesem »Dancing Queen« kot dodatno pesem z albuma. Album je še toliko več uspeha požel, ker je izšel ob približno istem času kot album Impossible Princess. Leta 2005 je v Združenem kraljestvu in Združenih državah Amerike izdala album v živo Showgirl, s katerim je promovirala svojo turnejo Showgirl: Greatest Hits. Album, ki ni požel veliko uspeha, je vključeval le sedem pesmi. Njen tretji album v živo, Showgirl Homecoming Live, je bil komercialno uspešnejši, saj je postal eden od najbolje prodajanih DVD-jev v Avstraliji in Veliki Britaniji. Po svetu je album izšel leta 2006. To je postal njen najuspešnejši album v živo. Nato je samo v Združenih državah Amerike izdala album Kylie: Live In New York. Sicer je izšel tudi v drugih državah, a komercialno le v ZDA.

## Knjige
Kylie Minogue je podpisala pogodbo z založbo Puffin Books in izdala svojo prvo knjigo, Kylie Evidence. Komercialno knjiga ni bila ravno najuspešnejša. Njena naslednja knjiga, La La La, je bila uspešnejša, saj jo je Kylie Minogue izdala na vrhuncu svoje kariere, v letu 2001/2002. Požela je precej moderatnega uspeha, prodali pa so mnogo izvodov knjige. Na zadnji platnici knjige je bil objavljen tudi avtogram Kylie Minogue. Leta 2006 je z založbo Puffin podpisala pogodbo za izdajo knjige za otroke. Leta 2006 je izdala knjigo The Showgirl Princess, ki je bila komercialno zelo uspešna in se je izredno dobro prodajala. Knjiga naj bi promovirala pozitiven odnos do tistih otrok, ki imajo za svoj idol Kylie Minogue.
Leta 2008 je med svojo turnejo KylieX2008 v sklopu promocije njenega večkrat platinasto certifikiranega albuma X izdala 1000 izvodov knjige K z njenim podpisom in podpisom njenega kreativnega vodje, Williama Bakerja. Knjiga je vključevala prej neizdane fotografije z njene turneje KylieX2008/2009. Čeprav so to knjigo izdali le v omejeni izdaji, so jo kasneje izdali ponovno.
Leta 2010 je uradna spletna stran Kylie Minogue v sodelovanju s podjetjem PrintFair izdala voščilnico z njenim podpisom.

## Pohištvo
Leta 2008 je Kylie Minogue ob veliki medijski pozornosti izdala svojo kolekcijo pohištva za dom, izdano pod imenom Kylie at Home. Kolekcija je bila na voljo na internetu. Oktobra 2010 je pod istim imenom izdala še eno kolekcijo pohištva; slednja je vključevala vse pohištvo prejšnje kolekcije z nekaj dodatki, kot so odišavljene sveče. Septembra 2011 je izdala novo kolekcijo pohištva za spalnico. Trenutno vse njene kolekcije vključujejo zavese, posteljnino, blazine, brisače, sveče, luči ter več. Vse je izdala potem, ko je podpisala pogodbo s podjetjem AshleyWildeGroup.

## Modno oblikovanje
Kylie Minogue je izdala nekaj svojih modnih kolekcij preko svoje uradne spletne strani. Vključevale so kratke majice, hlače, rokavice in šale. Na njeni spletni strani so objavili tudi njene kostume s turnej Showgirl: Greatest Hits in Showgirl Homecoming.
Leta 2003 je izdala svojo izredno uspešno linijo spodnjih oblačil, imenovano LoveKylie. Še istega leta je postala obraz podjetja Agent Provacoteur.
Leta 2007 je podjetje H&M najelo Kylie Minogue za oblikovanje in promoviranje oblačil za poletno sezono. Kolekcijo so razprodali v nekaj tednih, s čimer je to postala H&M-jeva najbolje prodajana modna kolekcija slavne osebnosti; prodajala se je celo bolje od Madonnine modne kolekcije, izdane nekaj let prej.

## Televizija in film
Kylie Minogue se je na televiziji pojavila večkrat, med drugim v televizijski specijalki oddaje Ant and Dec, televizijski seriji Kath in Kim in v televizijski seriji Doctor Who (kjer je igrala Astrid Peth). Imela je tudi manjšo vlogo Zelene vile v filmu Moulin Rouge. V filmu je zapela glavnim igralcem, med katerimi je bil tudi Ewan Mcgregor. Pela pa ni s svojim glasom, temveč z glasom angleškega princa teme, Ozzyja Osbournea. Kylie Minogue je izdala tudi dokumentarni film z naslovom White Diamond. Govoril je o njenem življenju in njenem življenjskem slogu, v njem pa so poleg nje nastopili še njeni prijatelji in družinski člani. S strani glasbenim kritikov je dokumentarni film prejel negativne ocene in mlačen odziv s strani avstralskega, novozelandskega in britanskega občinstva. Leta 2008 je nastopila še v televizijski seriji The Kylie Show. Kot gosti v seriji so nastopili Dannii Minogue, Simon Cowell in njen bivši soigralec iz serije Sosedje, Jason Donavon, s katerim je posnela tudi svojo pesem »Especially For You«; serija na DVD-ju ni izšla.